# فرنسيسكو رونالدو سيلفا
فرنسيسكو رونالدو سيلفا (بالإسبانية: Francisco Ronaldo Silva)‏ هو لاعب كرة قدم أوروغواياني في مركز الوسط، ولد في 26 أبريل 1983 في مونتفيدو في الأوروغواي. لعب مع إيفرتون دي فينا ديل مار وسنترال إسبانيول ونادي ليفربول.

## وصلات خارجية
- فرنسيسكو رونالدو سيلفا على موقع قاعدة بيانات كرة القدم.إي يو (الإنجليزية)
- فرنسيسكو رونالدو سيلفا على موقع Soccerway.com (الإنجليزية)